# Казијако (Порденоне)
Казијако је насеље у Италији у округу Порденоне, региону Фурланија-Јулијска крајина.
Према процени из 2011. у насељу је живело 178 становника. Насеље се налази на надморској висини од 154 м.